# Isabel de Bragança
Isabel de Bragança   (Palau Ducal de Vila Viçosa, 1514 (Gregorià) - Palau Ducal de Vila Viçosa, 16 de setembre de 1576). Fou una noble portuguesa, filla del duc Jaume I de Bragança i de Joana de Mendonça. Germana petita del duc Teodosi I, fou l'àvia materna d'Isabel la Catòlica.
Es va casar el 1537 amb l'infant Eduard, duc de Guimarães i fill de Manuel I l'Afortunat. D'aquesta unió van néixer:
- Maria de Portugal i de Bragança (Lisboa, 8 de novembre de 1538 - Parma, 8 de juliol de 1577), es va casar el 1565 amb Alexandre Farnese, 3r duc de Parma i Piacenza;
- Caterina de Portugal, duquessa de Bragança, (Lisboa, 18 de gener de 1540 - Vila Viçosa, 15 de novembre de 1614), duquessa de Bragança pel seu matrimoni amb Joan I de Bragança (el seu cosí germà), va ser el 1580 candidata al tron de Portugal;
- Eduard de Portugal, 5è Duc de Guimarães (? -?), El seu successor en el domini patrimonial.